# Ambérieu-en-Bugey
Ambérieu-en-Bugey är en kommun i departementet Ain i östra Frankrike. Kommunen ligger  i kantonen Ambérieu-en-Bugey som ligger i arrondissementet Belley. Kommunens areal är 24,6 km². År 2022 hade Ambérieu-en-Bugey 15 554 invånare. I kommunen och dess grannar finns det militära och civila flygfältet Ambérieu-en-Bugeys flygplats.

## Befolkningsutveckling
Antalet invånare i kommunen Ambérieu-en-Bugey
Referens: INSEE